# Суспільний стан
Суспі́льний стан — у соціології та історії — великі угруповання людей, умовно об'єднані своїм правовим та економічним становищем у соціальній ієрархії, тобто соціальній структурі суспільства. Відрізняється від таких понять, як соціальний клас, суспільний прошарок, соціальна страта.

## Історія
В історії людства належність до різних соціальних станів юридично затверджується в суспільному праві, законодавстві — як у письмовому («офіційному», «легітимному»), так і (у дописьмову епоху) у вербальному «Народному праві» — у вигляді прав, привілеїв, обов'язків. Характерна при цьому тенденція до інституціонального закріплення щонайменших відмінностей.
Особи, що належать до певного стану, мають, як правило, однакові спадкові права та обов'язки.
Суспільства центральної та західної Європи, що мали становий розподіл в історичній епосі між раннім феодалізмом і індустріалізацією, називаються «становими суспільствами» (англ. Estates of the realm). В середніх віках у Європі виділялися три основні стани — духовенства (лат. oratores), войовників (лат. bellatores), трудівників (лат. laboratores) — міщан, селян. У ВКЛ різний суспільний статус мали шляхтичі, міщани, селяни (вільні та кріпаки). Починаючи з кінця XV ст. особливим станом починає вважатися козацтво, яке прагнуло дорівнятися до шляхти, але, за винятком козацької старшини, фактично ніколи не здобуло бажаного визнання ані в Польщі, ані в Московській державі. У певні періоди XVI—XVIII ст. до окремого стану залічували євреїв, які зуміли добитись значних привілеїв від польської влади..
30 вересня 1919 року Рада народних міністрів УНР на чолі з соціал-демократом Ісаком Мазепою ухвалила законопроєкт про скасування станів в Україні.